# Eduard Fjodorowitsch Sibirjakow
Eduard Fjodorowitsch Sibirjakow (russisch Эдуард Фёдорович Сибиряков; * 27. November 1941 in Tscheljabinsk, Sowjetunion; † 14. Januar 2004 in Moskau) war ein russischer Volleyballspieler.

## Karriere
Sibirjakow begann seine Volleyballkarriere in Odessa, wo er von 1960 bis 1966 für den Verein Burevestnik Odessa spielte. Anschließend wechselte er 1966 zum Armeesportklub ZSKA Moskau, für den er bis 1971 aktiv war. Mit ZSKA gewann er dreimal die sowjetische Meisterschaft in den Jahren 1966, 1970 und 1971. Zudem erreichte er 1961 den zweiten Rang in der sowjetischen Meisterschaft und wurde 1967 Sieger der Meisterschaft der befreundeten Armeen.
In der sowjetischen Nationalmannschaft stand Sibirjakow von 1962 bis 1969 im Aufgebot. Mit der Mannschaft wurde er zweimal Olympiasieger bei den Spielen 1964 in Tokio und 1968 in Mexiko-Stadt. Darüber hinaus gewann er 1962 die Weltmeisterschaft, den Volleyball World Cup 1965 sowie den Europameistertitel 1967. Weitere bedeutende Erfolge waren die Bronzemedaille bei der Europameisterschaft 1963, der Sieg bei der Universiade 1963 und 1965 sowie die Bronzemedaille beim Volleyball World Cup 1969.
Parallel zu seiner sportlichen Laufbahn absolvierte Sibirjakow von 1960 bis 1965 ein Studium an der Fakultät für Elektrotechnik des Odessaer Polytechnischen Instituts mit der Fachrichtung Automatik und Telemechanik. Zudem schloss er ein Studium an der Fakultät für körperliche Erziehung und Sport des Odessaer Pädagogischen Instituts ab.
Nach dem Ende seiner aktiven Karriere diente Sibirjakow als Offizier in der sowjetischen und später russischen Luftwaffe. Er absolvierte 1972 die Luftwaffenakademie J. A. Gagarin. Für seine sportlichen Erfolge wurde er 1968 mit dem Titel Verdienter Meister des Sports der UdSSR ausgezeichnet und erhielt den Orden Zeichen der Ehre.